# Machairima papua
Machairima papua är en bönsyrseart som beskrevs av Max Beier 1965. Machairima papua ingår i släktet Machairima och familjen Iridopterygidae. Inga underarter finns listade i Catalogue of Life.